# Omegalage

Diagramm einer Omega-Lage (Aufsicht)

Die Omegalage, auch Omega-Lage oder Omegahoch, ist eine Wetterlage, die von einem großen Hochdruckgebiet charakterisiert wird, das von zwei Höhentiefs flankiert wird, eines westlich und eines östlich davon. Diese Konstellation ist zu jeder Jahreszeit sowohl im Hochdruck- als auch im Tiefdruckbereich über vergleichsweise lange Zeiträume stabil.
Die Bezeichnung Omega-Lage rührt daher, dass die gezeichneten Isobaren dieser Wetterlage (siehe Skizze rechts) auf der Nordhalbkugel dem griechischen Großbuchstaben Omega {\displaystyle \Omega } ähnlich sehen.

Bildung einer Omegalage (Seitenansicht)

## Meteorologie

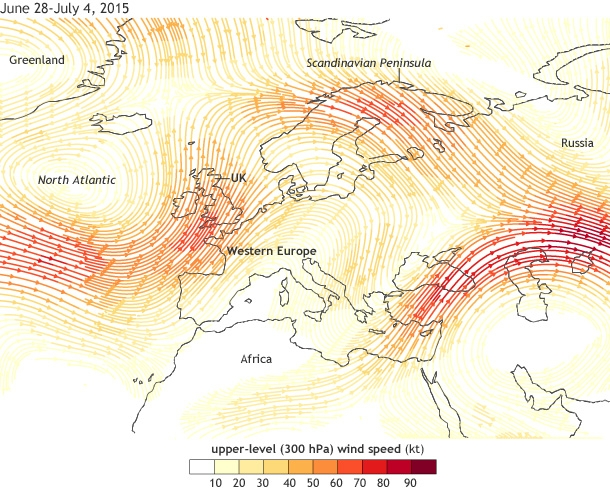
300-hPa-Höhenwinde Juni/Juli 2015 (Wochenmittel): Westlich klares Tief, östlich Überlagerung zweier Strömungen

Sommer 2010:
Globale Wetterlage als ursächliche Verbindung der Überschwemmungen in Pakistan und Mitteleuropa sowie der Wald- und Torfbrände in Russland.

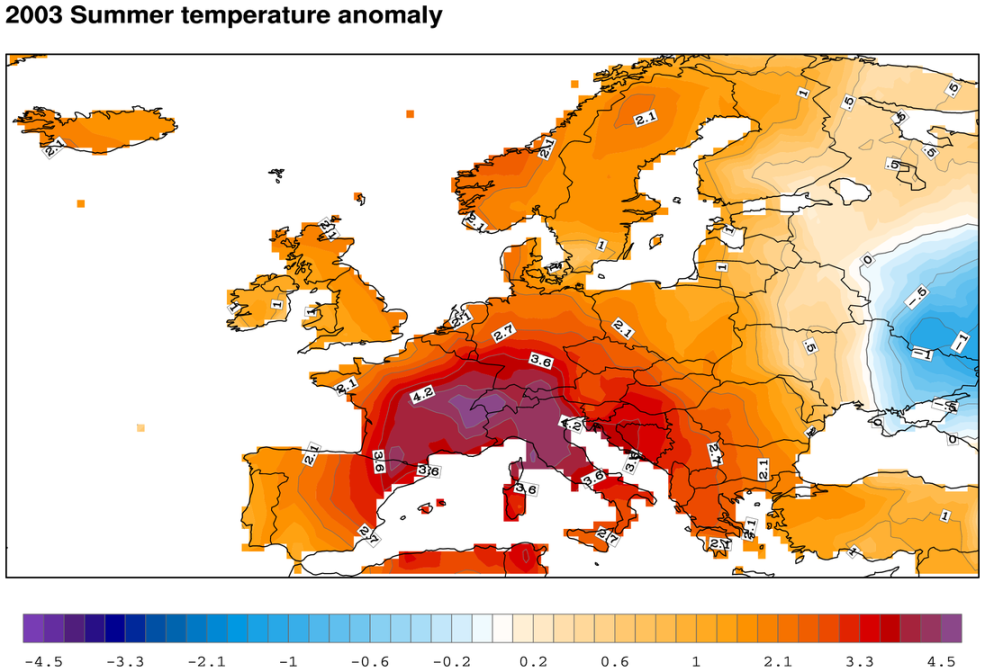
Karte Temperaturanomalie Sommer 2003 zu 1971–2000: Die Form des Omegas zeichnet sich über den zonalen Temperaturgradienten deutlich ab, ebenso das östliche stabile Tief. Der Schwerpunkt an der Westseite des Omegas beruht auf zusätzlichen südwestlichen Warmluftmassen.

Da auf der Nordhalbkugel das Hoch der Omegalage im Uhrzeigersinn rotiert und die beiden Tiefs entgegen dem Uhrzeigersinn, verstärken alle drei einander, und blockieren einander in der Westdrift, so dass die Omegalage von einer gewissen Stabilität gekennzeichnet ist. Es wird eine Wettervorhersage („keine Änderung in Sicht“) über einen längeren Zeitraum als die üblichen drei bis sechs Tage möglich.
- Eine sommerliche Omegalage bewirkt im Bereich des Hochdruckgebietes eine typische Schönwetterlage mit ausgeprägter Trockenheit und Wärme bis hin zu Hitzewellen und Dürren. Während eine südwestliche, also warme Strömung an der Vorderseite (Nordhalbkugel: Ostrand) eines Tiefs der Normalfall ist, ist für sommerliche Omegalagen charakteristisch, dass die Warmluft ohne starke Abkühlung den Hochkern nördlich umkreist, sodass am Ostrand des Hochs ein ungewöhnlicher warmer Nordwest- bis Nordwind herrscht.
- Im Winter hingegen führen Omegalagen oft zu Tiefsttemperaturen und Kältewellen, weil das Tief östlich des blockierenden Hochs polare Kaltluft in die auch durch Abstrahlung auskühlenden Hochdruckgebiete mit Schönwetter treibt. Dann sind auffallend große Temperaturunterschiede zum westlich davon in der Südströmung liegenden Warmluftbereich charakteristisch.
- Im Bereich der beiden Tiefdruckgebiete führt die Omegalage – sommers wie winters – jedoch zu ergiebigen Niederschlägen und Unwettern.

Omegalagen sind nicht vollständig ortsfest, sondern verschieben sich langsam. Dadurch kann sich an eine lange Schönwetterperiode eine lange Schlechtwetterperiode anschließen und umgekehrt.

## Omegalagen über Mitteleuropa
- August/September 2002: Nach der Hochwasserkatastrophe an der Elbe Anfang August 2002 war es von Mitte August bis Mitte September heiß, sonnig und trocken.
- Im Sommer 2003 führte eine Omegalage zur Hitzewelle in Europa 2003; bereits im Vorfeld dieses Sommers kam es nach unbeständiger Herbstwitterung 2002 seit Dezember 2002 zu mehreren Omegalagen, dies führte zu einem kalten, trockenen Winter 2002/2003, vor allem in Nord- und Ostdeutschland, und zu mehreren Trockenperioden im Frühjahr und Frühsommer 2003.
- Herbst 2005: Nach einem eher wechselhaften Sommer führten mehrere Omegalagen von Ende August bis Mitte November zu einem sehr warmen und sonnigen Spätsommer und Herbst, danach plötzlicher Wintereinbruch mit Münsterländer Schneechaos.
- Sommer 2006: Vor der Fußball-Weltmeisterschaft 2006 war es zu kalt und verregnet, während der WM – mit einer Juliabweichung von über 5 K vom Mittel – deutlich zu warm und zu trocken, danach wieder zu kalt und verregnet. In der ersten Juni-Woche[3] und der ersten Augustwoche gab es einen Wetterwechsel.[4]
- Im April 2007 war eine Omegalage nach einer sehr lang anhaltenden Vorwitterung mit überdurchschnittlichen Temperaturen verantwortlich: Er wurde zu einem der sonnigsten und wärmsten sowie zum trockensten April in Deutschland seit Aufzeichnungsbeginn des Deutschen Wetterdienstes.
- Mai 2008: Nach unbeständiger Witterung im März und April 2008 kam es ab Ende April zu einer Omegalage. Diese führte zum trockensten Mai vor allem in Ostdeutschland und hielt in den Juni hinein an.
- April 2009: Nach dem kalten Winter 2008/2009 und einem feuchten und wechselhaften März 2009 setzte um den 29. März eine Omegalage ein. Sie führte, wie schon 2007, zu einem sehr warmen, trockenen und sonnigen Hochfrühling mit fast sommerlichem Wetter zu Ostern und weiteren Sommertagen Ende April/Anfang Mai und endete nach fünf Wochen Dauer am 3. Mai.
- Frühjahr 2010: Hochwasser, eine blockierte Vb-Wetterlage über Osteuropa
- Frühjahr 2011: Nach einem wechselhaften Winter 2010/2011 mit dem rekordverdächtigen kalten Dezember 2010 und dem milden, feuchten Januar 2011 kam es ab Mitte Februar 2011 zur Ausbildung mehrerer Hochdrucklagen. Diese Wetterlage führte erneut zu einem extrem warmen April und insgesamt trockenem und sonnigem Frühjahr 2011. Eine Gewitterperiode Anfang Juni beendete diese Wetterlage.
- Herbst 2011: Nach einem eher wechselhaften und gewitterreichen Sommer 2011 kam es ab Mitte September zu einer zunehmenden Bildung von Hochdruckgebieten über Mitteleuropa. Diese führten Anfang Oktober zu Wärmerekorden, in der Folgezeit zeigten sie zunehmend blockierenden Charakter mit dem Höhepunkt im trockensten November seit über 100 Jahren. Der November war weiterhin sehr sonnig, abgesehen von den Nebelgebieten, und aufgrund einer Inversionswetterlage in höheren Lagen sehr mild. Die Omegalage endete abrupt zum Monatswechsel November/Dezember.
- Jahresanfang 2012: Nach einer ausgeprägten Westwindlage im Dezember 2011 und Anfang Januar 2012 kam es ab Mitte Januar erneut zu einer zunehmenden Hochdruckbildung. Dies führte jahreszeitentypisch zu einer zunehmenden Abkühlung der Luftmasse und Anfang Februar zur Kältewelle in Europa 2012. Auch nach dem Abklingen der Frostperiode Mitte Februar blieb der Tiefdruckeinfluss nur schwach, Hochdrucklagen regenerierten sich immer wieder und führten zu einem sehr trockenen März mit häufigen Inversionswetterlagen, aber auch regional sonnigem und schon frühlingshaft warmem Wetter.
- Juli/August 2014: Eine Omegalage sorgte für Dauerregen und Überschwemmungen in Teilen der Schweiz. Gleichzeitig herrschte in Nord- und Ostdeutschland wochenlang sonniges, meist aber schwülwarmes und gewittriges Sommerwetter vor.
- Ende Juni bis August 2015: In Deutschland, im Hauptstrom der Omegalage, wurde ein Allzeit-Temperaturrekord von 40,3 °C gemessen.
- Dürre und Hitze in Europa 2018: Der Hitzesommer 2018 wurde maßgeblich durch eine Omega-Lage verursacht.[5][6]
- Juni und Juli 2019: Hitzewellen mit über 45 °C in Südwesteuropa (Allzeit-Temperaturrekord in Frankreich)[7]
- August 2020: Eine Omega-Lage führte in Deutschland zu einer ungewöhnlich langen Hitzewelle. In mehreren Regionen wurden an bis zu 15 Tagen Höchstwerte von über 30 °C erreicht.[8]
- Mai 2021: Eine umgekehrte Omegalage (d. h. ein Tiefdruckgebiet wird von zwei Hochdruckgebieten flankiert) war Ursache für unterdurchschnittliche Temperaturen und viel Regen.
- März 2022: Ruhiges und sehr sonniges Wetter im März 2022 wurde durch eine Omegalage verursacht.[9][10]
- Ab dem 4. September 2023 führte das Sturmtief Daniel, welches durch eine stationäre Omegalage über Mitteleuropa gehalten wurde, zu Starkregen mit Überschwemmungen in Südosteuropa und Nordafrika. Betroffen waren insbesondere Griechenland, Bulgarien, die Türkei und später Libyen.[11][12] Auf der anderen Seite des Omegahochs baute sich ein Tief über Spanien auf, welches dort Anfang September für Dauerregen mit anschließenden Überschwemmungen sorgte.
- November 2024: Nach einem gewittrigen und feuchten Sommer kam es ab Ende Oktober 2024 zu einer Omegalage über Mitteleuropa, die überdurchschnittlich hohe Temperaturen brachte.[13][14]

## Omegalagen über Nordamerika
- Die Hitzewelle in Nordamerika 2021 mit Rekordtemperaturen von fast 50 °C in Kanada entstand in einer Omega-Wetterlage.[15][16][17] Das Phänomen wurde von US-amerikanischen Journalisten als „heat dome“[18] bezeichnet und in deutschsprachigen Medien als „Hitzekuppel“ oder „Hitzeglocke“ übersetzt.[19][20][21][22]